# Naipes Heraclio Fournier

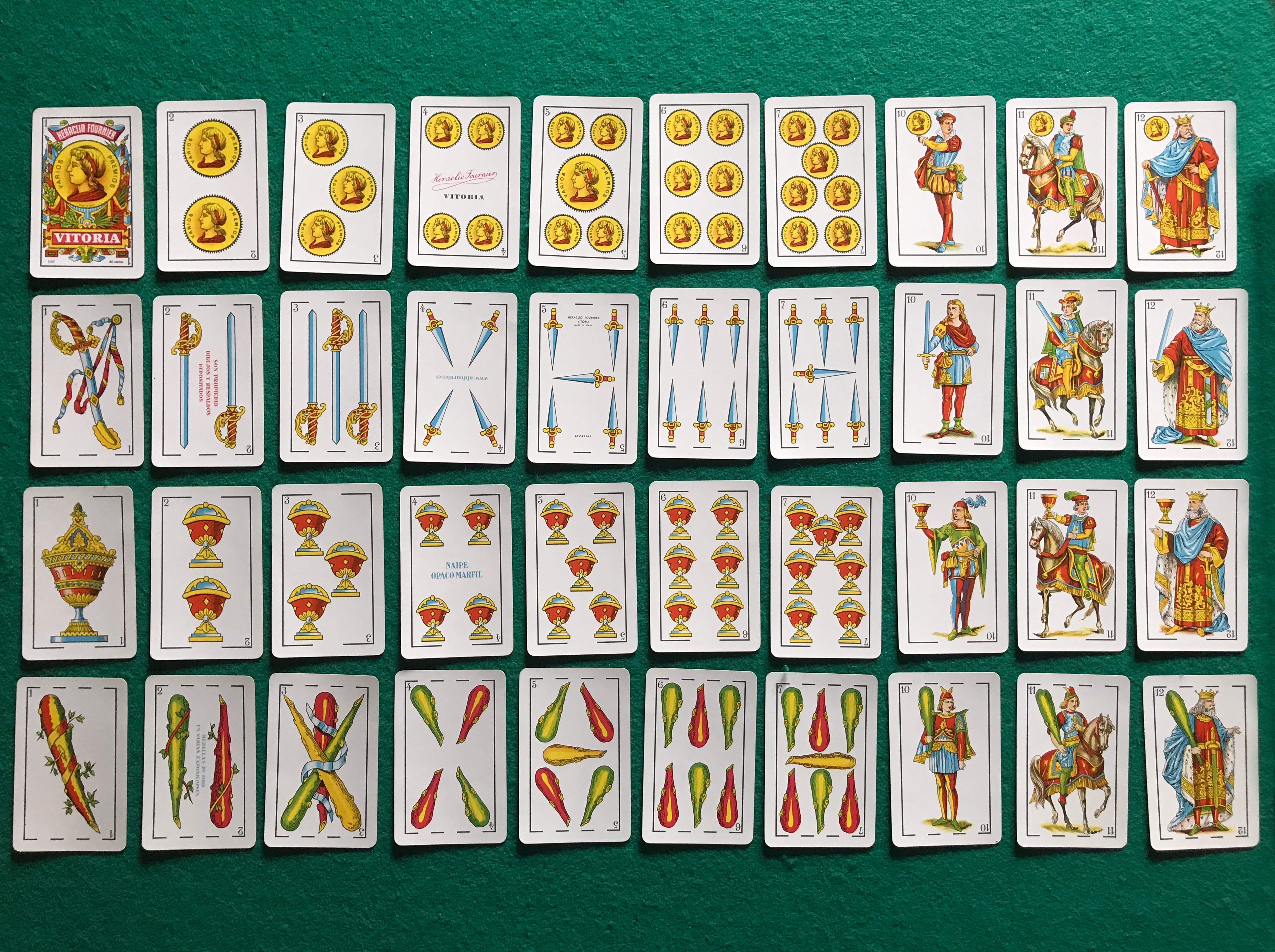
Blatt mit spanischen Farben von Fournier

Naipes Heraclio Fournier S.A. ist ein Spielkartenhersteller mit Sitz in Vitoria, Spanien und einer Fabrik in Legutio. Das Unternehmen ist seit 1986 im Besitz der United States Playing Card Company, die 2020 von der belgischen Firma Cartamundi übernommen wurde.

## Geschichte
Heraclio Fournier González, der jüngste Sohn des französisch-spanischen Industriellen Lazaro Fournier und Paula González, begann mit seinem Bruder Braulio Fournier in der Familienfabrik zu arbeiten. Ihr Unternehmen, Fournier Hermanos, entwickelte einen neuen Spielkartentyp.
Nach seiner Trennung von der Firma zog Heraclio nach Vitoria-Gasteiz und gründete 1870 eine Lithografiefabrik namens „Naipes Heraclio Fournier“, die sich auf die Herstellung von Spielkarten und später auf den Druck von Briefmarken und Büchern konzentrierte.
1875 entwickelte Heraclio neue Druckverfahren und grafische Modelle. Zwei Jahre später arbeitete er mit dem spanischen Kunstlehrer Emilio Soubrier und dem Maler Diaz de Olano zusammen, um eine neue Spielkartenmarke zu entwerfen. Dies sollte die erste Marke seiner berühmten spanischen Spielkarten werden. 1880 zog er in eine größere Werkstatt in der Calle Fueros um.
Im darauffolgenden Jahr reiste er mehrmals nach Frankreich, um seine Produktion zu verbessern. 1889 gewann er einen Preis auf der Pariser Weltausstellung. Ein Jahr später beschloss er, seine bisherigen Spielkarten durch ein neues Kartenspiel mit zwölf verschiedenen Farben zu ersetzen. Nach den Veränderungen gewann er zahlreiche Preise in Paris, Madrid, Barcelona usw.
1916 starb Heraclio Fournier in Vichy. Er hatte keine männlichen Nachkommen, weshalb sein Enkel Félix Alfaro Fournier Eigentümer des Unternehmens wurde. Félix begann eine Spielkartensammlung. 1970, nach dem Kauf der Karten von Thomas De la Rue, eröffnete er das Museum „Museo Fournier de Naipes“.
1948 war Naipes Heraclio Fournier der führende Spielkartenhersteller Spaniens. 1986 wurde Naipes Heraclio Fournier von der United States Playing Card Company übernommen.
Heute verkauft das Unternehmen jährlich 16 Millionen Kartenspiele an zahlreiche Casinos weltweit und zählt zu den bedeutendsten Spielkartenherstellern der Welt.
1986 wurde das Unternehmen von der US Playing Card Company übernommen und bildete damit einen Konzern, zu dem auch Marken wie Bicycle, Aviator, Bee und KEM gehören.
1993 baute das Unternehmen seine Präsenz auf dem internationalen Markt weiter aus. Diese Transformation zwang es zum Umzug an seinen endgültigen Standort, ein großes Lager mit ausreichenden Räumlichkeiten, um der wachsenden Nachfrage gerecht zu werden. Für die Qualität des Produktionsprozesses erhielt das Unternehmen das Zertifikat ISO 9001–2000 (Lloyd’s Register Quality Assurance).

## Produkte
Das Unternehmen produziert viele verschiedene Kartentypen.
- Poker- und Bridge-Spielkarten: Die am häufigsten in Casinos verwendeten Spielkarten. Das Unternehmen verkauft jährlich rund sechs Millionen Packungen.
- Spanische Spielkarten: Die bekanntesten Karten von Fournier. Das Unternehmen verkauft jährlich rund zehn Millionen Packungen.
- Tarock-Spielkarten.
- Sammelkarten: Fantasy Art Cards, Kinderkartenspiele, Werbekarten, Sportkarten.